# ソルヴェー邸
ソルヴェー邸（ソルヴェーてい、フランス語: Hôtel Solvay、オランダ語: Hotel Solvay）は、ベルギー、ブリュッセル市のルイーズ / ルイザラン通りにある、ヴィクトール・オルタによって設計された大きなアールヌーボー様式のタウンハウス。
この家は、裕福なベルギーの化学者であり実業家でもあるエルネスト・ソルベイの息子アルマンド・ソルベイから委託された。この裕福な常連客にとって、オルタは貴重な資料と高価な細部に財産を費やすことができた。オルタは家具、カーペット、照明器具、食器、さらには玄関の呼び鈴まですべての詳細を設計し、大理石、オニキス、ブロンズ、熱帯林などの高価な材料を使用した。階段の装飾のために、オルタはベルギーの点描画家テオ・ファン・レイセルベルヘに協力してもらっている。   

## ギャラリー

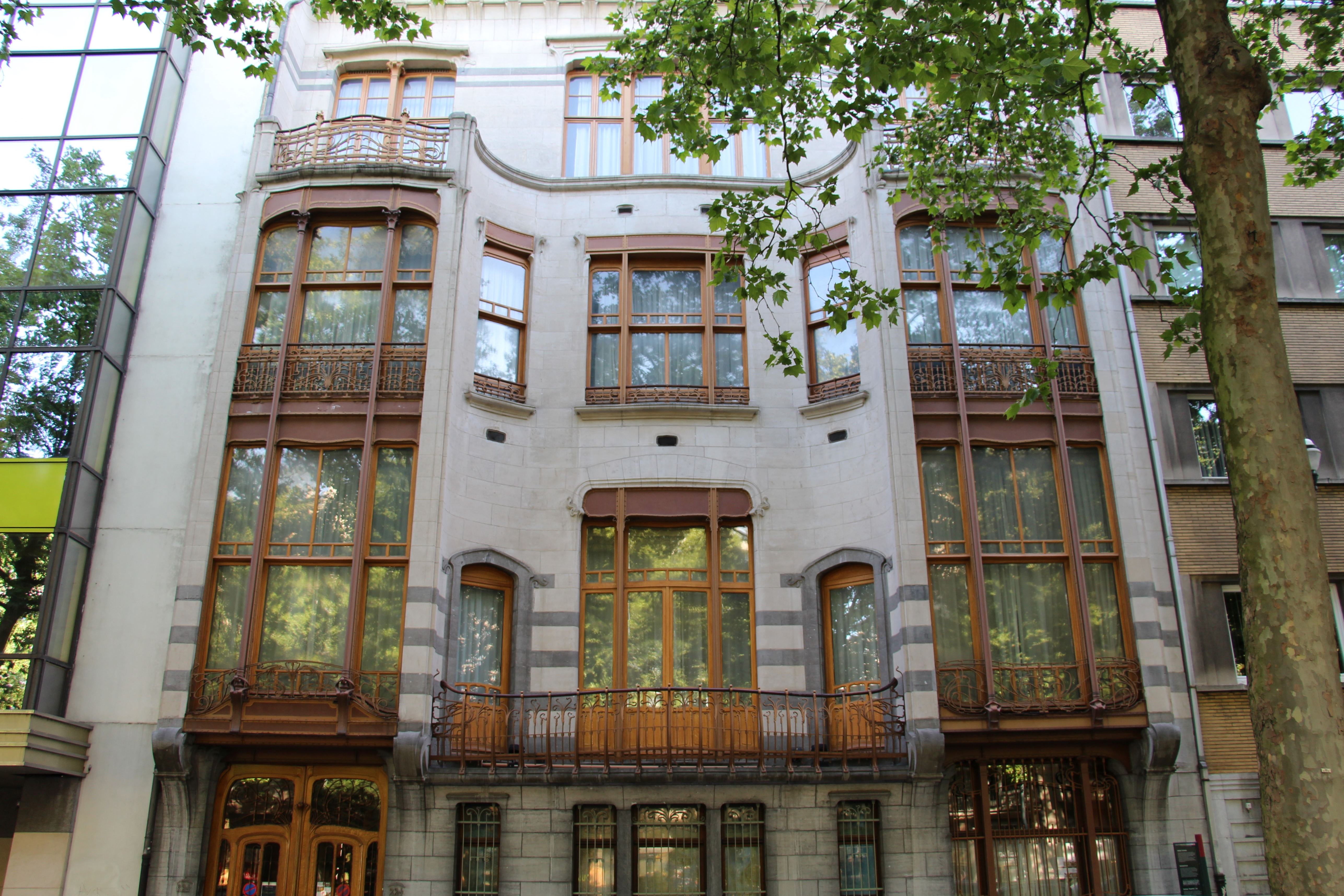
ファサード
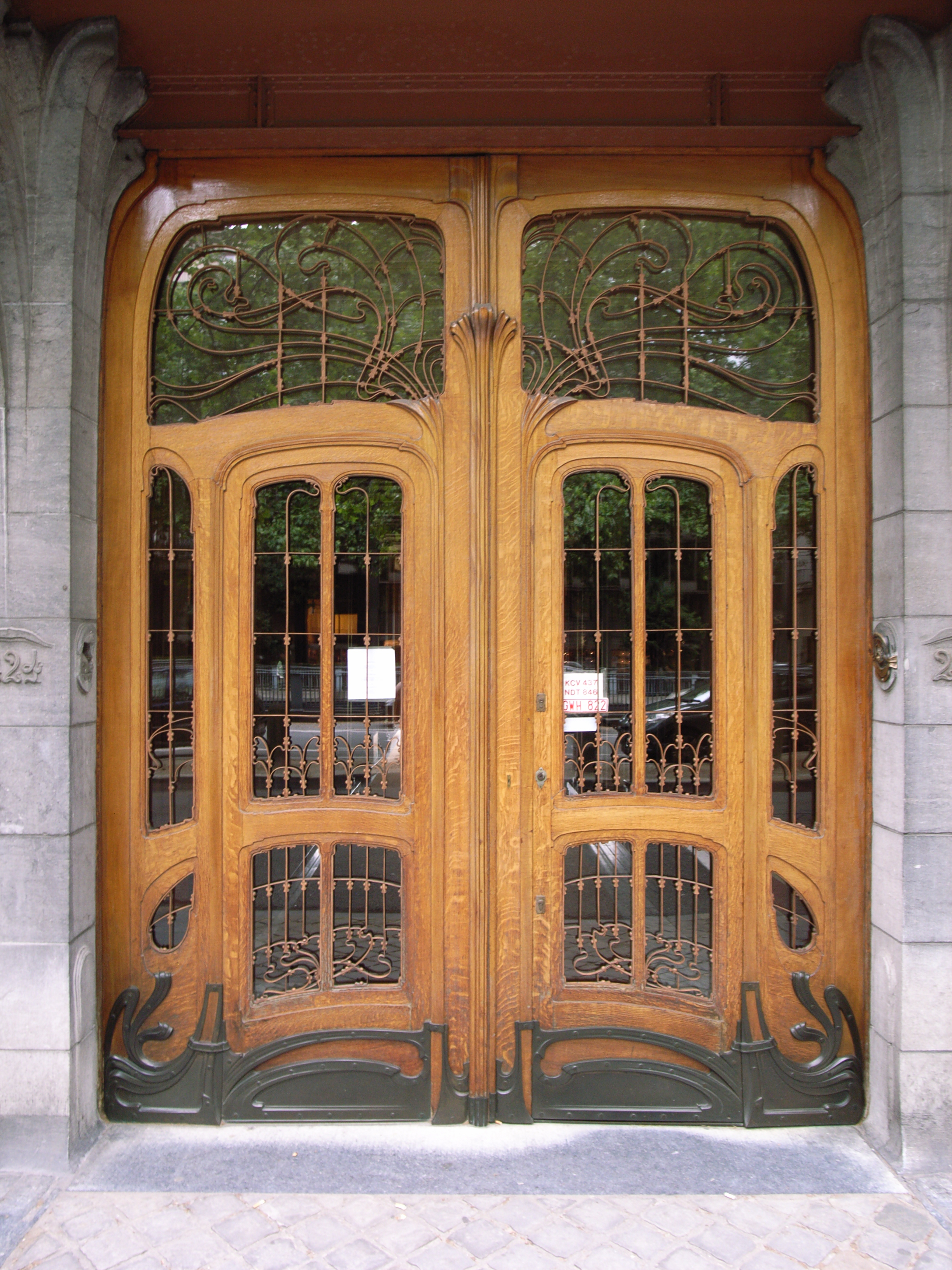
エントランス
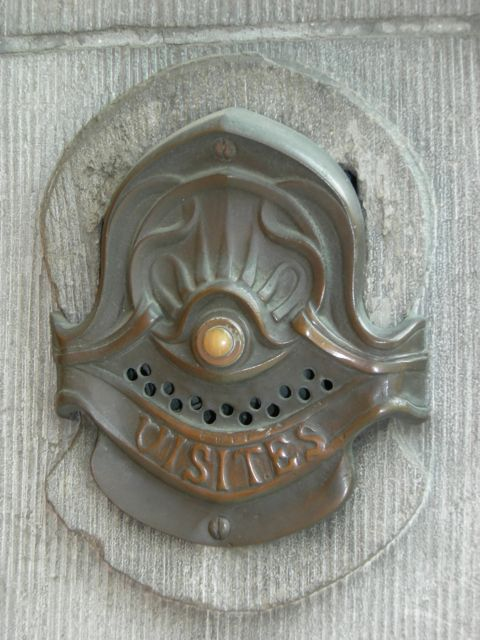
ドアベル
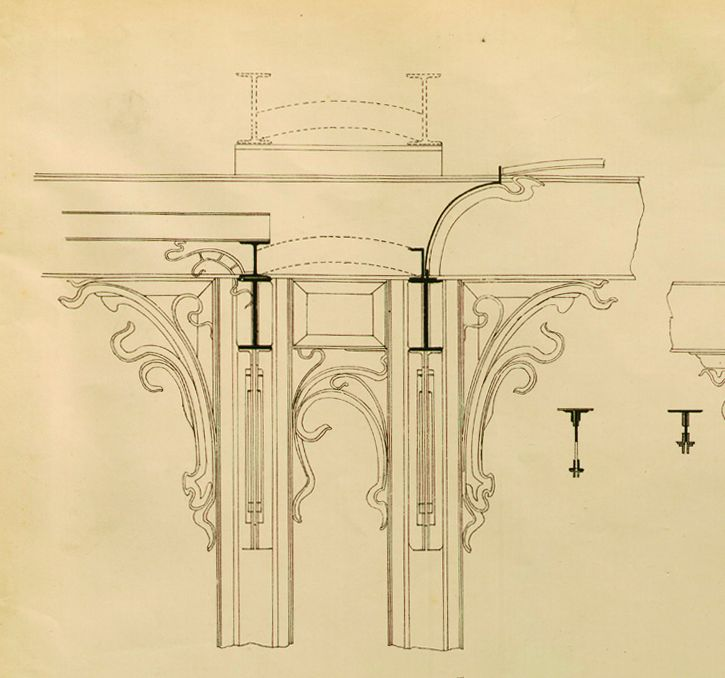
Hortaによる室内装飾のデザイン